# Liste des aéronefs de la NASA

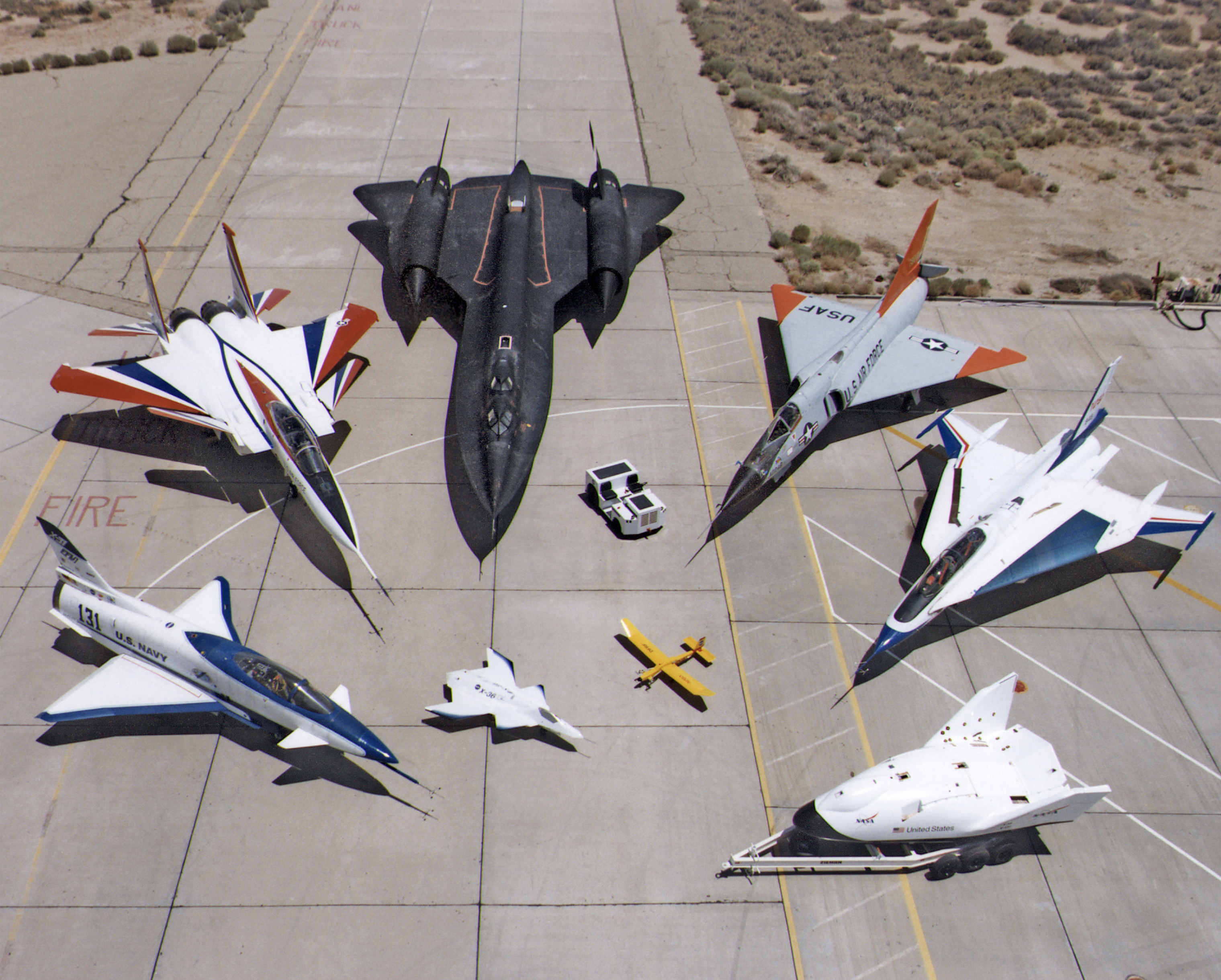
Une partie de la flotte de la NASA dans les années 1980.

Généralement considérée comme l'administration américaine de la conquête spatiale, la NASA est également depuis sa création en 1958 un important contributeur dans le développement aéronautique tant civil que militaire. Voici donc une liste, forcément non exhaustive, des principaux aéronefs ayant porté ou portant encore en 2012 sa livrée avec quelques ajouts depuis.

## Avions en 2012
| - AeroVironment NASA Pathfinder, Pathfinder Plus, Centurion et Helios, utilisé à quatre exemplaires pour des programmes de vols sans carburant à énergie fossile. - Aero Spacelines Pregnant Guppy et Super Guppy, utilisés comme avions de soutien logistique. - Beech T-34C Turbo Mentor utilisés à sept exemplaires comme avions d'entraînement. - Boeing 737-200, utilisé à un exemplaire comme laboratoire volant. - Boeing 747-100 SCA, utilisé à deux exemplaires pour le transport de la navette spatiale. - Boeing 777 livré en 2025, immatriculé N577NA - Boeing X-53 Active Aeroelastic Wing - Boeing NB-52B Balls 8, utilisé à un exemplaire comme avion porteur. - Boeing C-135 Stratolifter, utilisé à deux exemplaires pour des vols paraboliques. - Boeing Vertol VZ-2, utilisé à un exemplaire sur les recherches du décollage vertical. - Cessna 402, utilisé à une dizaine d'exemplaires pour diverses missions de soutien. - Convair 990 utilisé à un exemplaire comme laboratoire volant. - DC-8 Airborne Science Laboratory utilisé comme laboratoire de 1987 à 2024 - De Havilland Canada C-8 Buffalo utilisé à deux exemplaires comme laboratoire volant et pour des essais de motorisation. - Douglas F5D Skylancer, utilisé à deux exemplaires comme avions d'entraînement dans le cadre du programme X-20 Dyna-Soar. - General Dynamics F-16XL, utilisé à un exemplaire comme soutien opérationnel. | - Grumman Gulfstream C-11A, utilisé à quatre exemplaires comme transport prioritaire rapide et comme avions d'entraînement pour la formation des futurs astronautes. - Gulfstream C-20, utilisé à quatre exemplaires comme transport prioritaire rapide et comme avions d'entraînement pour la formation des futurs astronautes. - Lockheed C-5 Galaxy, utilisé à un exemplaire comme avion de transport. - Lockheed NF-104B, utilisé à huit exemplaires comme avions de soutiens divers. - Lockheed NS-3B utilisé à trois exemplaires comme laboratoire volant. - Lockheed SR-71B Blackbird, utilisé à deux exemplaires comme avions d'entraînement pour des programmes de recherche sur les grandes vitesses. - NASA AD-1, utilisé à un exemplaire comme avion de recherche sur les ailes pivotantes. - NASA Paresev, utilisé à un exemplaire comme planeur d'essais. - North American XB-70 Valkyrie, utilisé à un exemplaire dans le cadre du programme de développement SST. - Northrop F-5E Tiger II SSBD, utilisé à un exemplaire dans le cadre d'études sur le passage du mur du son. - Northrop T-38 Talon, utilisé à une trentaine d'exemplaires pour divers rôles comme l'entraînement ou le soutien opérationnel. - Rockwell-MBB X-31, utilisé à deux exemplaires dans le cadre d'études sur la poussée vectorielle. - Ryan XV-5 Vertifan, utilisé à un exemplaire sur des essais de vol vertical. - Shaped Sonic Boom Demonstration, utilisé à un exemplaire pour la réduction du bruit du mur du son. |

## Avion à gravité réduite
Un avion à gravité réduite est un type d'avion à voilure fixe qui offre un bref environnement en apesanteur pour l'entraînement des astronautes, la recherche et la réalisation de films.
Des versions de ces avions ont été exploitées par le programme de recherche sur la gravité réduite de la NASA, et une autre est actuellement exploitée par les programmes de vols habités et d'exploration robotique de l'Agence spatiale européenne. Le surnom non officiel de « vomit comet » est devenu populaire parmi ceux qui ont vécu leur opération.

## Autogyres et hélicoptères
| - Bell UH-1H Iroquois, utilisé à une vingtaine d'exemplaires comme machine de soutien opérationnel et de liaisons. - McCulloch J-2, utilisé à deux exemplaires pour des essais sur les autogyres. - Sikorsky CH-54, utilisé à deux exemplaires, pour des missions de soutien logistique. | - Sikorsky X-Wing, utilisé à un exemplaire comme laboratoire volant. - Vertol CH-47B Chinook, utilisé à deux exemplaires pour des recherches sur les CDVE puis comme hélicoptère de soutien. |

## Photos

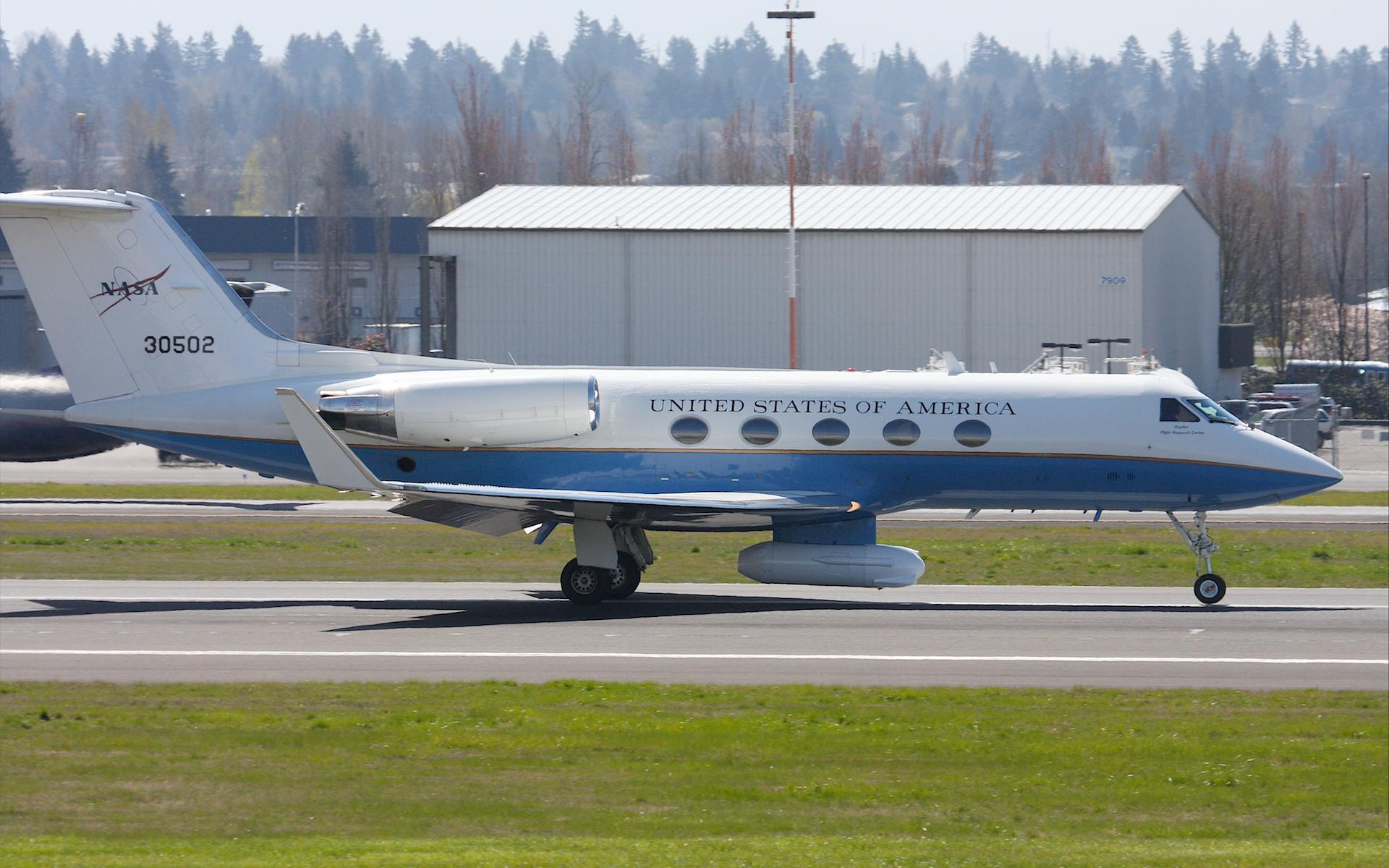
Gulfstream C-20A.
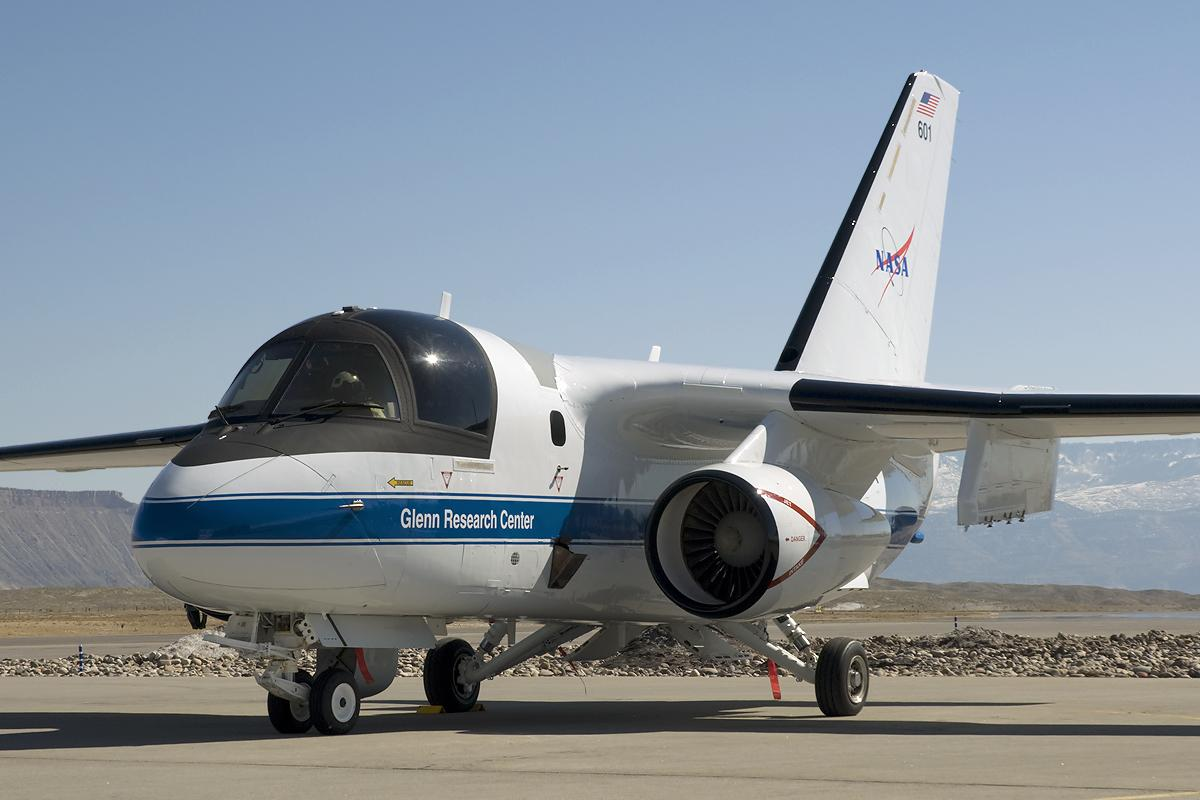
Lockheed NS-3B.
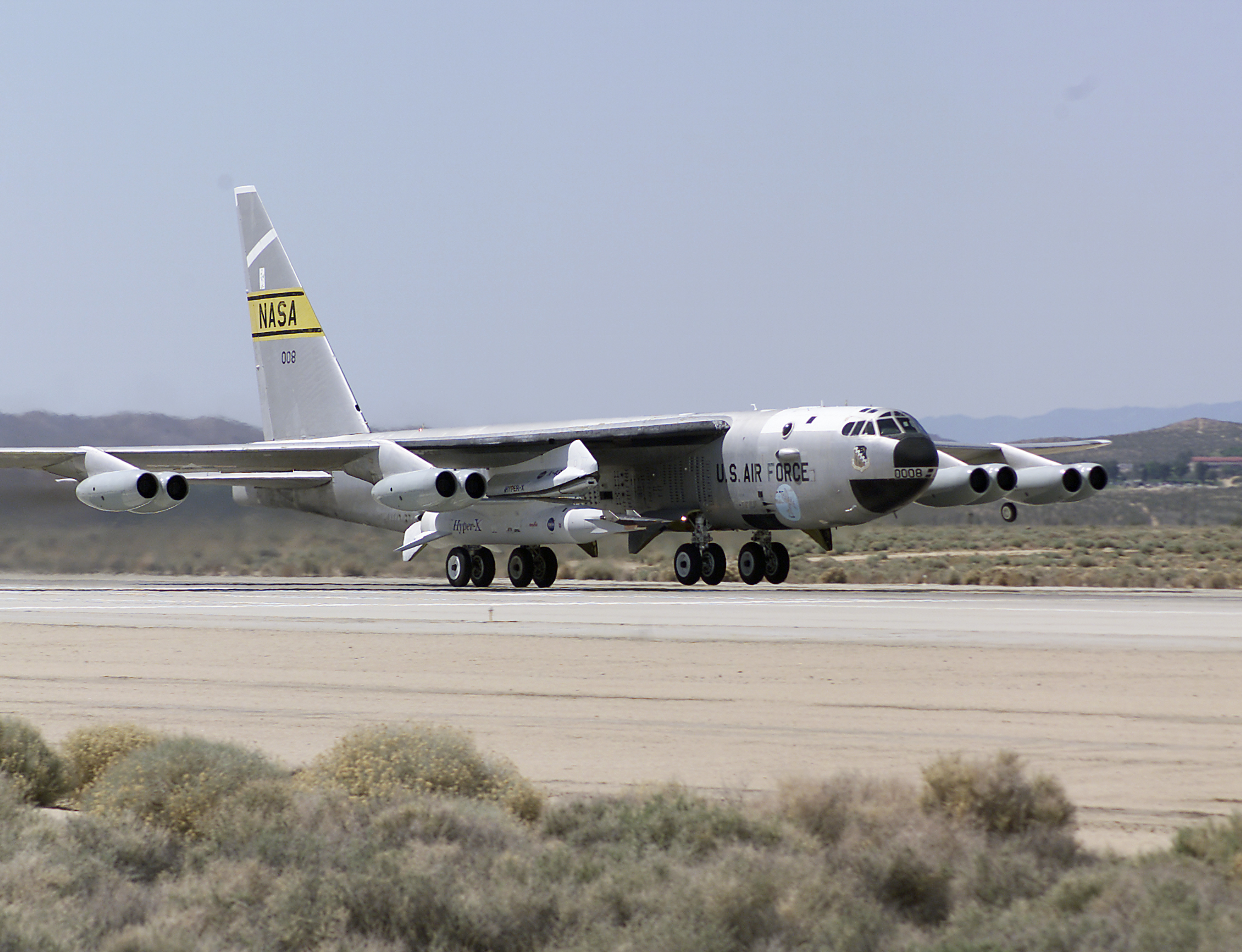
Boeing NB-52B.
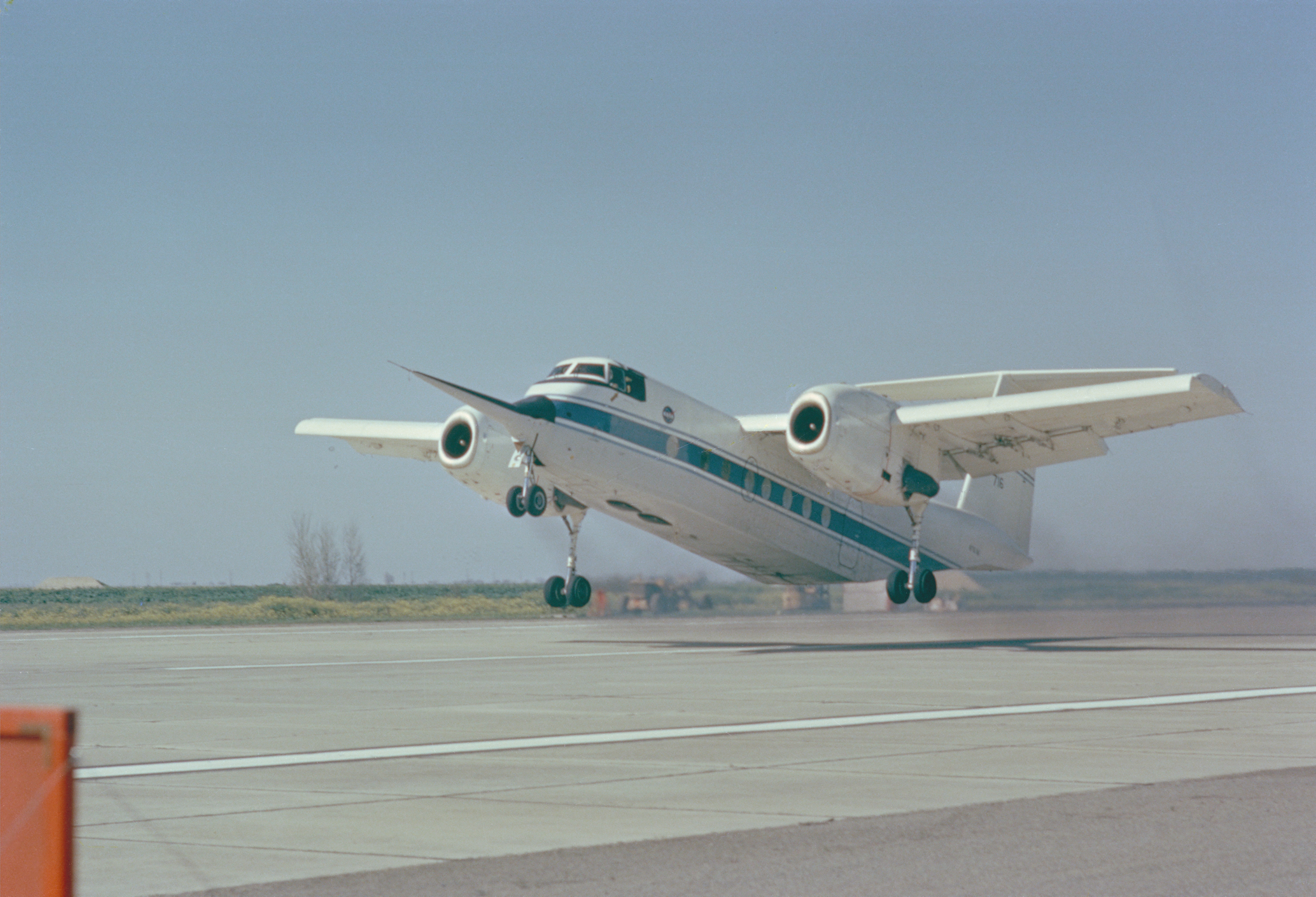
De Havilland Canada C-8A Buffalo.
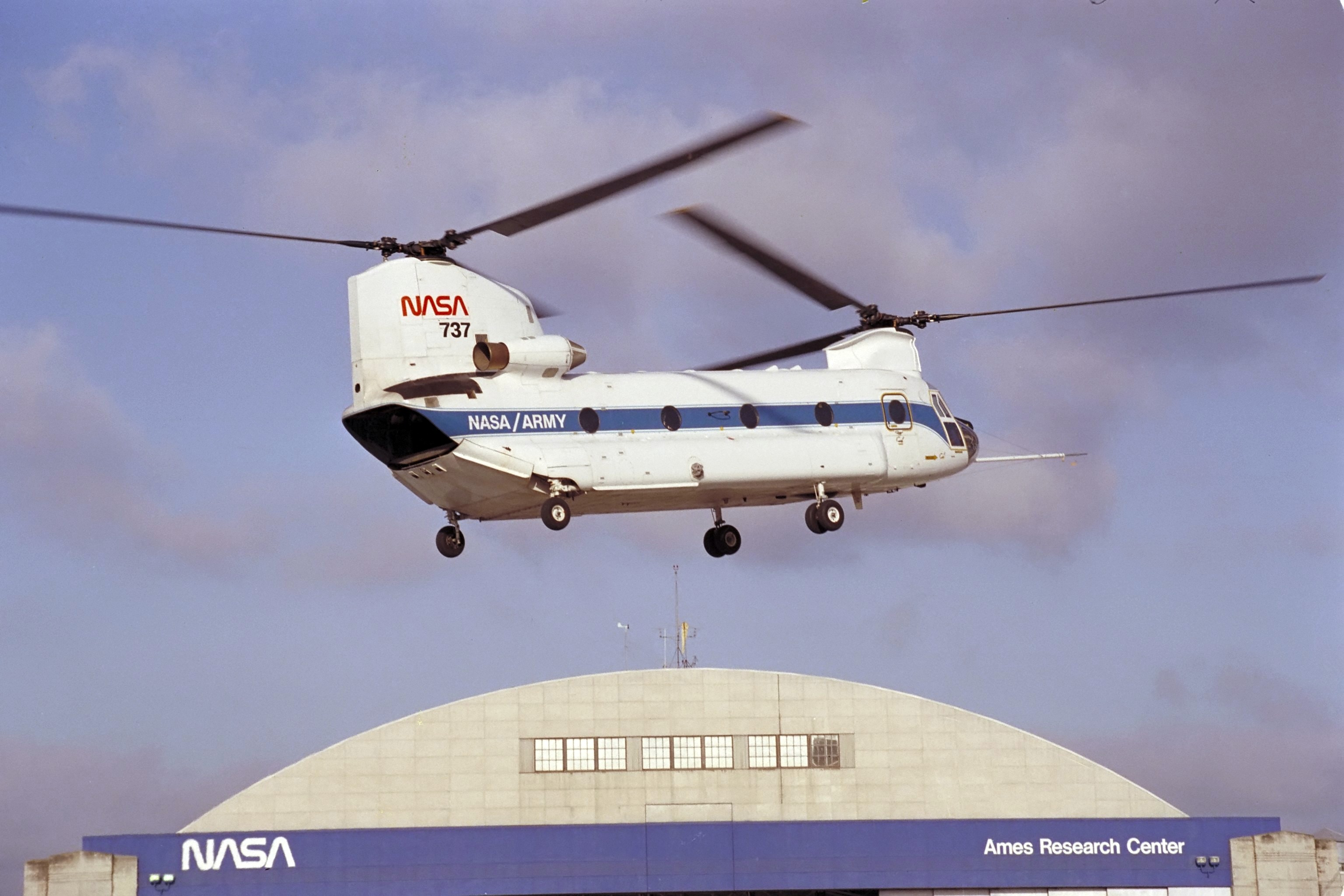
Vertol CH-47B.
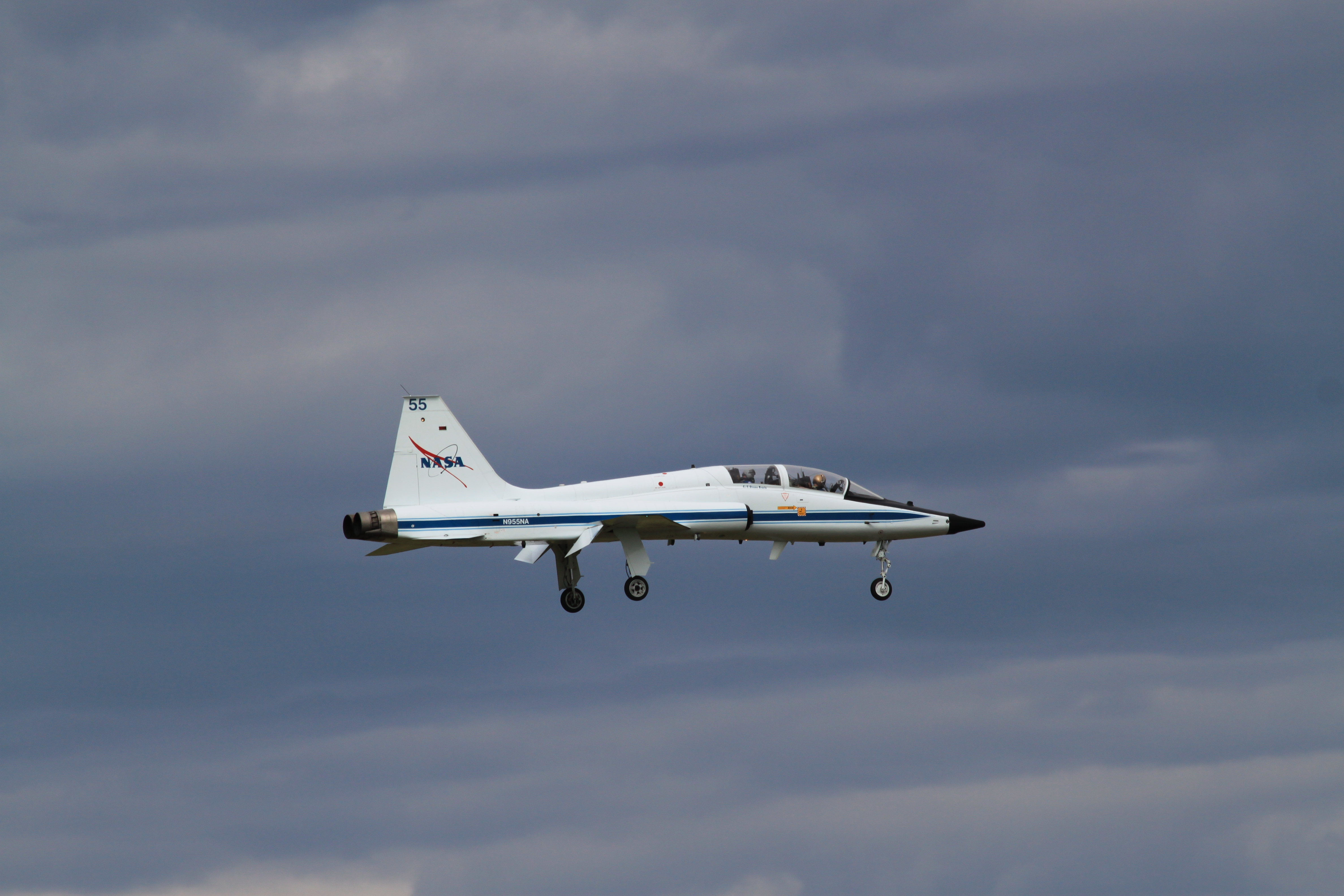
Northrop T-38A Talon.
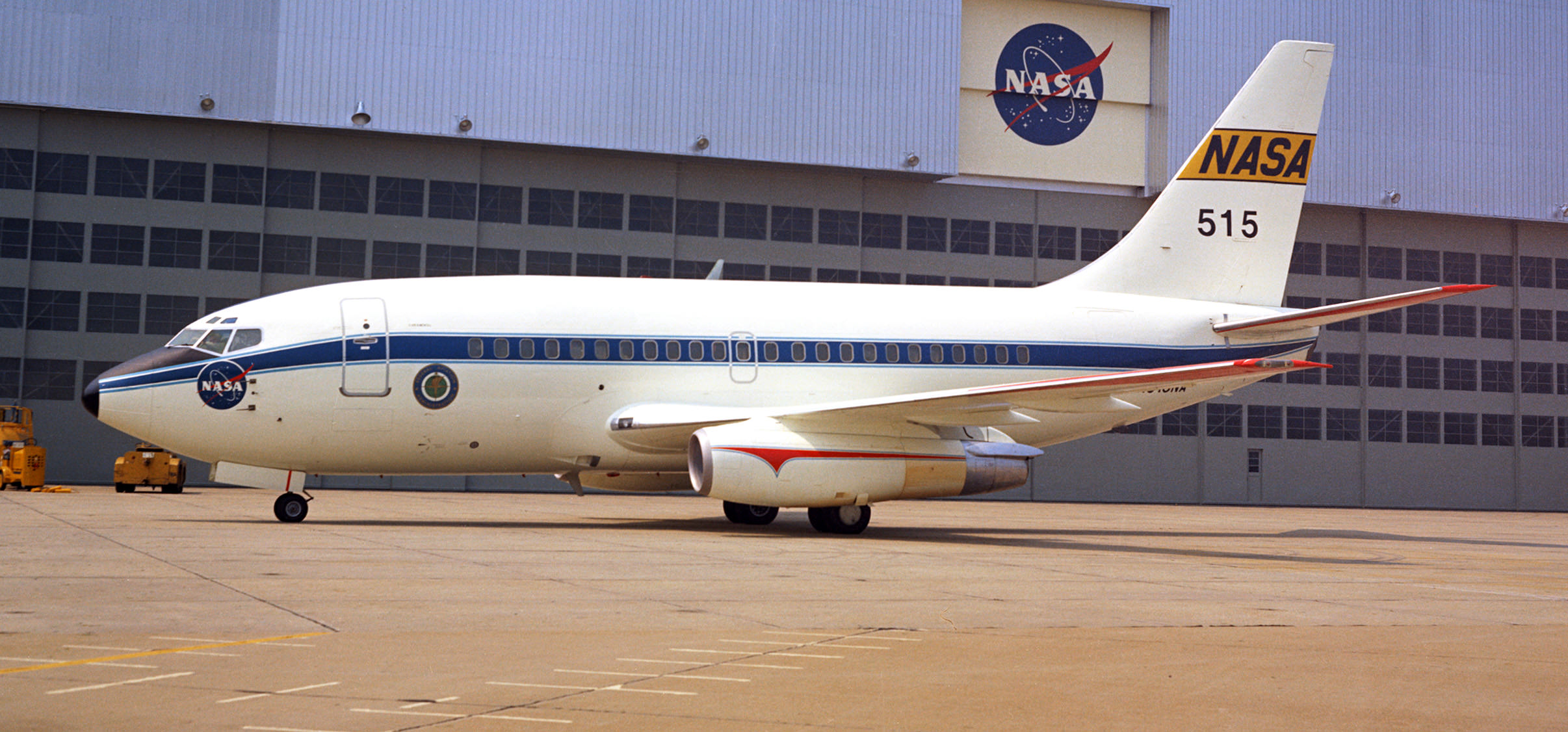
Boeing 737-200.
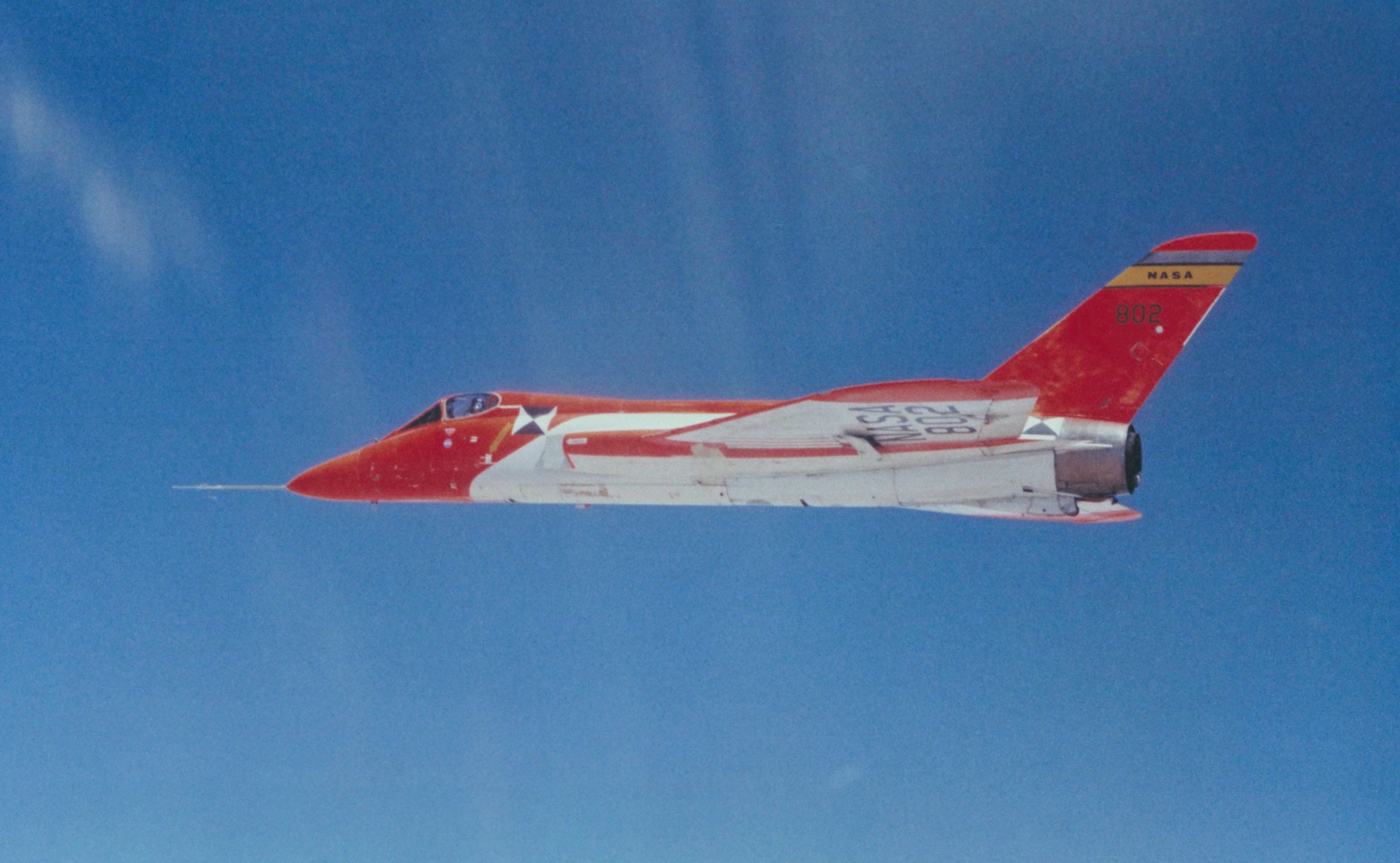
Douglas F5D.

## Culture populaire
Dans la culture populaire, les aéronefs de la NASA ont parfois été repris par le cinéma notamment dans le film Armageddon.